# Зарац
Зарац - димљени сир који се традиционално припрема на Мајевици, у Босни и Херцеговини, доминантно на подручју општина Лопаре и Угљевик.
Свjежи полумасни димљени сир производи се од сировог, дjелимично обраног крављег млијека и конзумира се непосредно након производње. Спада у групу киселинских сирева, а настаје ферментацијом и киселинском коагулацијом млијека у специфичном географском подручју, уз традиционалну производњу на породичним фармама. Овај сир се суши димљењем (најчешће буково дрво, дрво шљиве или у рјеђим случајевима, трешње) или на сунцу и обично се конзумира свјеж, иако се, у комерцијалној производњи, најчешће пакује у вакуумске врећице или пластичне посуде.
За килограм пуномасног сира потребно је око 10 литара квалитетног млијека. Његова производња траје од седам до десет дана.
Производи се и са додацима - најчешће, бијели лук или паприка

## Обичаји
Зарац је дубоко укоријењен у традицију српског становништва Мајевице, што се најбоље осликава кроз обичај зван “лилање”. Уочи празника Петровдана, дјеца праве "лиле" од грана дивље трешње, које увежу и запале, а затим одлазе од куће до куће у селу. Најбољим међу њима као награда даје се сир Зарац. Овај обичај је детаљно описан у књизи Миленка Филиповића, који наводи: “Уочи Петровдана, деца узимају лиле – штапове од леске на које стављају гране дивље трешње. С упаљеним лилама, дечаци иду од куће до куће, "лилају се" и траже зарцеве од жена. Зарац је сир величине нешто веће од песнице, сушен на сунцу и веома тврд; комади таквог сира се дају свима у кући, али обавезно лиларима”.

## Ознака географског поријекла
На иницијативу Општине Лопаре и Пољопривредне задруге "Зарац" Агенција за безбједност хране Босне и Херцеговине 2024. године уписала је зарац у Регистар ознака поријекла и ознака географског поријекла под називом - "Мајевички димљени сир Зарац".
Географско подручје производње „Мајевичког димљеног сира Зарац“ је сјевероисточна Босна и обухвата регион планине Мајевице у административним границама општина Лопаре, Угљевик, Челић, Теочак и Сапна.

## Сензорна својства
Стандардни Зарац без додатака (обични) има специфичан, киселкаст и умјерено слан окус са примјесом на дим. Мирис је такође карактеристичан, на млијеко али доминира димна нота. На пресјеку боја сира је бијела до блиједо жута. Конзистенција му је уједначена, без рупица на пресјеку али може бити понека механичка рупица. Сирно тијесто је прилично компатно, без трагова мрвљења.

## Вањски изглед и карактеристике
Облик: овални, са равним дном и карактеристичном „смоквицом“ („квачицом“) која потиче од везања „чарапице“ у којој је вршено сушење сира.
Маса: 200-250г.
Боја: жућкаста до више или мање изразите средње или свијетло смеђе боје, мјестимично са свијетлијим бјелкастим мањим површинама.